# Adolph von La Valette-St. George

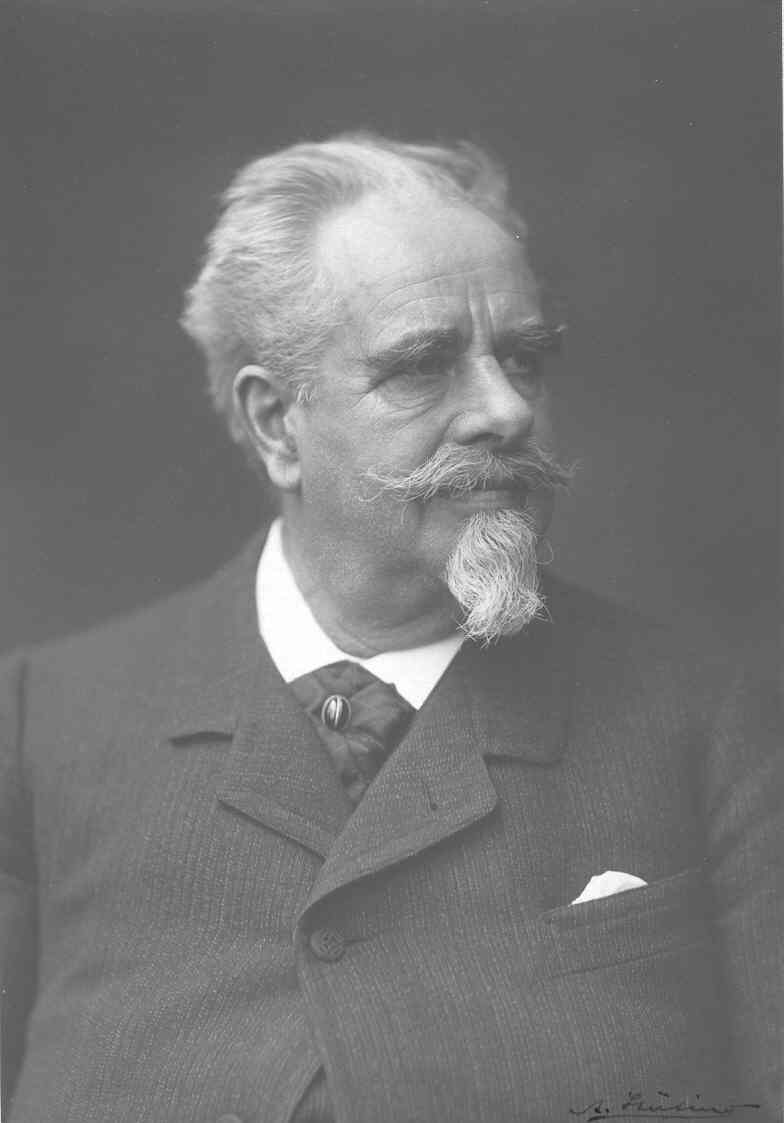
Adolph Frhr. v. La Valette-St. George

Adolph Johann Hubertus Freiherr von La Valette-St. George (* 14. November 1831 auf Schloss Auel; † 29. November 1910 in Bonn) war ein deutscher Zoologe und Anatom.

## Herkunft
Seine Eltern waren Philipp Jacob Joseph von la Valette-St. George (* 31. Dezember 1791 auf Haus Sülz; † 7. Juni 1851 in Köln) und dessen Ehefrau Francesca Josepha Elisabeth, geborene von Broë-Diepenbend (1794–1876). Albert von La Valette-St. George (1822–1864), deutscher Rittergutsbesitzer und Abgeordneter, war sein Bruder, Friedrich Wilhelm von Niesewand (1833–1916), Generalmajor, sein Schwager (er hatte seine Schwester Therese Karoline Hubertine (1837–1913) geheiratet).

## Leben
Valette studierte Medizin an der Friedrich-Wilhelms-Universität Berlin, der Julius-Maximilians-Universität Würzburg und der Ludwig-Maximilians-Universität München. Seit 1852 war er Mitglied des Corps Guestphalia Berlin. 1855 in Berlin zum  Dr. phil. und 1857 zum Dr. med. promoviert, habilitierte er sich 1858 an der Rheinischen Friedrich-Wilhelms-Universität Bonn. Dort wurde er 1859 Prosektor, 1862 Extraordinarius und 1875 ordentlicher Professor für Anatomie. Er schrieb wichtige Arbeiten über die Entwicklungsgeschichte der Tiere (besonders der Gliederfüßer) und über die Spermatogenese bei Säugetieren. 1865/1866 hatte er das Spermium und das Ei als Zelle nachgewiesen. 1867 beschrieb er als erster den Golgi-Apparat, den er in Samenzellen von Schnecken entdeckt hatte. Mit Heinrich Wilhelm Waldeyer redigierte er seit 1875 und seit 1889 noch mit Oscar Hertwig das »Archiv für mikroskopische Anatomie«. 1882 wurde er in die Deutsche Akademie der Naturforscher Leopoldina gewählt.
1885 wurde Adolph von La Valette-St. George in den erblichen Freiherrenstand erhoben. Die Erblichkeit des Titels wurde an den Besitz des Gutes Haus Auel geknüpft.
Ab 1879 war er stellvertretender Abgeordneter im Provinziallandtag der Rheinprovinz für den Stand der Ritterschaft in den Regierungsbezirken Koblenz/Trier/Köln. In den Jahren 1879, 1882, sowie 1885 bis 1886 wurde er als Stellvertreter einberufen und nahm an den Landtagen teil. Er war Mitglied des Kreistags.
1872 wurde er mit dem Kronenorden 4. Klasse am Erinnerungsband ausgezeichnet.  

## Familie
Er heiratete am 11. August 1863 auf Schloss Lehrbach Anna von Niesewand (1839–1930), eine Tochter des preußischen Generalmajors Leopold Otto von Niesewand. Das Paar hatte mehrere Kinder:
- Otto Franz Hubert Joseph (1865–1936) ⚭ 1889 Gabriëlle Minna Brigitte Hergersberg (* 1871)
- Maria (1866–1946) ⚭ Franz Victor Lazarus Bonaventura Freiherr von Ohlen und Adlerskron (1863–1949)[6]

## Schriften
- Die Spermatogenese bei den Säugethieren und dem Menschen. Bonn 1878.
- Ein neuer Fischbrutapparat. Bonn 1882.